# Babyloniënbroek
Babyloniënbroek – wieś położona nad Bergse Moza (odnoga Mozy) w holenderskiej prowincji Brabancja Północna w gminie Aalburg. Wieś zamieszkują 404 osoby (2010).
W miejscowości znajduje się kościół ewangelicko-reformowany o nazwie De Korenschoof przy ulicy Broeksestraat 7, pochodzi z XIV wieku. Średniowieczny budynek jest czterokątny i pokryty strzechą.